# Notholepthyphantes australis
Espèce
Synonymes
- Lepthyphantes australis Tullgren, 1901

Notholepthyphantes australis est une espèce d'araignées aranéomorphes de la famille des Linyphiidae.

## Distribution
Cette espèce est endémique du Chili. Elle se rencontre dans les régions de Magallanes, des Lacs et d'Araucanie.

## Description
Les mâles mesurent de 2,2 à 2,4 mm et les femelles de 2,2 à 2,8 mm.

## Publication originale
- Tullgren, 1901 : Contribution to the knowledge of the spider fauna of the Magellan Territories. Svenska Expeditionen till Magellansländerna, vol. 2, no 10, p. 181-263.